# Marcilly-et-Dracy
Marcilly-et-Dracy è un comune francese di 95 abitanti situato nel dipartimento della Côte-d'Or nella regione della Borgogna-Franca Contea.

## Società

### Evoluzione demografica
Abitanti censiti